# ناكاي بيني
ناكاي بيني هو لاعب اتحاد الرغبي كندي، ولد في 4 أبريل 1996 في بينتيكتون في كندا.